# Maison de Mihailo Popović
La maison de Mihailo Popović (en serbe cyrillique : Кућа Михаила Поповића ; en serbe latin : Kuća Mihaila Popovića) est située à Belgrade, la capitale de la Serbie, dans la municipalité urbaine de Vračar. Construite en 1905, elle est inscrite sur la liste des biens culturels de la Ville de Belgrade.

## Présentation
La maison, située 35 rue Kursulina, a été construite en 1905 pour le prêtre Mihailo Popović, d'après un projet de l'architecte Stojan Titelbah ; elle est constituée d'un simple rez-de-chaussée organisé de manière traditionnelle, avec les pièces de réception donnant sur la rue et les appartements privés donnant sur la cour. La maison est située dans une rue où l'alignement des maisons est régulé ; de ce fait, l'entrée s'effectue par un portail latéral.
La façade a été conçue dans l'esprit de l'Art nouveau, avec des surfaces uniformes ornées de riches décorations florales en relief. Les seules concessions à l'architecture académique se situent au niveau de la grande corniche soulignant le toit et au niveau des doubles fenêtres disposées de manière symétrique. Un motif avec un vase à fleurs est placé entre les deux fenêtres et s'élève jusqu'à la corniche. Des tournesols stylisés flanquent les fenêtres. La décoration tout entière appartient à une même image encadrée de larges rubans. Au centre de l'attique, se trouve une décoration qui s'élève dans le toit au-dessus de la corniche ; il en est de même avec les piliers latéraux.
La maison de  Mihailo Popović est une des créations les plus originales de l'Art nouveau à Belgrade.